# أرومة الخلية
أرومة الخلية أو مولدة الخلية السيتوبلاست (بالإنجليزية: Cytoplast)‏ مصطلح طبي يستخدم لوصف غشاء الخلية والسيتوبلازم. ويستخدم أحيانًا لوصف خلية تمت فيها إزالة النواة.